# Hszinji
Hszinji (egyszerűsített kínai írással: 新沂) város Kínában, Csiangszu tartományban. Lakosainak száma 969 922 fő (2020).

## Népesség
| 2010 | 920 628 |
| 2020 | 969 922 |

## Testvérvárosok
- Olekszandrija